# Деманж, Поль
Поль Деманж (фр. Paul Demange; 14 июня 1906, Кольмар, Франция — 18 апреля 1970, Париж, Франция) — франко-монегасский политический деятель, государственный министр (глава правительства) Монако (1966—1969).

## Биография
Получил высшее юридическое образование. Работал адвокатом.
- 1930—1936 гг. — заместитель государственного екретаря по вопросам труда и торговли,
- 1936—1940 гг. — супрефект региона Юг — Пиренеи,
- 1940—1942 гг. — префект департамента Сона и Луара,
- 1943 г. — префект департамента Сена и Марна. В 1944 г. был арестован немецкими властями и оправлен в лагерь Нойенгамме под Гамбургом,
- 1947—1950 гг. — первый префект Реюньона. На этом посту предпринял решительные шаги по уничтожению популяции малярийных комаров и добился практического полной победы над этой болезнью.
- 1950 г. — префект провинции Оран во французском Алжире,
- 1951—1956 гг. — префект департамента Нижний Рейн,
- 1956—1967 гг. — префект департамента Сена и Уаза,
- 1966—1969 гг. — государственный министр Княжества Монако. После ухода в отставку являлся советником правящего князя Ренье III.